# Відчуженість
Відчу́женість - це психологічний захист у формі ізоляції, відособлення всередині свідомості особливих зон, які пов'язані з травматичними чинниками. У разі виникнення розщеплення, дисоціації мислення людини (за локальними суб'єктивними оцінками) стає відчуженим. При цьому деякі сукупності подій людина сприймає окремо, а зв'язки між ними не актуалізує і тому не аналізує. Тоді те, що відбувається сьогодні, неможливо зіставити з тим, що було вчора. З цього опису видно, що ізоляція провокує розпад звичайного функціонування свідомості: її єдність подрібнюється. Виникають ніби окремі відособлені свідомості, кожна з яких може володіти власним сприйняттям, пам'яттю, установками. У разі такої дисоціації психіки здатність пересуватися з однієї ізольованої зони в іншу зберігається і, перебуваючи в одній з них, людина може спостерігати за самою собою з позиції іншої, тобто ніби з боку. Відчуження здійснює захист людини шляхом усунення «Я» від тієї своєї частини, яка провокує нестерпні переживання.

## Термін відчуженість в теорії Зигмунда Фройда
Відчуженість -  термін, який був поширений австрійським психоаналітиком Зигмундом Фройдом. Фройд пов'язував феномен відчуження з атиповим розвитком особистості, де соціальна приналежність не вважалася індивідуальною цінністю. Він розглядав самовідчуженість як причину невротичної втрати власної ідентичності, що проявляється у формі деперсоналізації, або у втраті почуття реальності навколишнього світу, що називається дереалізацією.

## Термін відчуженість в теорії Еріха Фрома
Еріх Фромм німецько-американський гуманістичний психоаналітик та філософ, вводив термін "відчуження" для пояснення особливостей життєвого досвіду під впливом капіталізму у своїй праці "Людина самотня"
Відчуження, за Фроммом, означає, що людина стає віддаленою від себе самої. Вона, мов "відокремлюється", перестає бути центром свого світу та господарем своїх вчинків. Натомість, її дії та їхні наслідки стають диктованими ззовні, і вона підкоряється їм, інколи навіть перетворює їх на якусь форму культу.

Відчуження вказує на стан, коли людина віддаляється не лише від своєї праці, власності та задоволень, а й від соціальних сил, що керують суспільством і визначають долю його членів.
Цей стан характеризується відчуттям відокремленості та віддаленості від соціального оточення, а також від власної ролі в суспільстві. Людина, відчужена, відчуває, що її дії та рішення втрачають значимість і контроль, а її доля підпорядковується зовнішнім силам і факторам. Це може призвести до втрати віри в себе, відчуття безпорадності та відчуження від самої суті суспільства.

Відчуження спричиняє розвиток глибокої тривоги, брак відчуття опори у світі і нерідко призводить до мазохізму як єдиного джерела сильних переживань.